# ザ・タクシー飯店
『ザ・タクシー飯店』（ザ・タクシーはんてん）は、2022年6月2日（1日深夜）から7月21日（20日深夜）までテレビ東京系列の「水ドラ25」枠にて放送されたテレビドラマ。主演は渋川清彦。個人タクシーに乗車する様々な客との人間ドラマとタクシードライバー・八巻がこよなく愛する町中華を描くグルメドラマ。本編での店舗従業員役は原則は実際の従業員が対応し、ドラマ本編の後に「本日のタク飯」として店の由来やおすすめメニューを紹介するミニコーナーがある。

## キャスト

### 主要人物
八巻孝太郎（はちまき こうたろう）
演 - 渋川清彦
本作の主人公。個人でタクシードライバー業を営んでいる。
メンテナンスや洗車、休憩など、以前勤務していたタクシー会社を引き続き拠点にしている。
北海道北見市の出身で、上京後は一度も帰省していない設定。
増保健壱（ますほ けんいち）
演 - 髙木雄也（Hey! Say! JUMP）
孝太郎が勤務していたタクシー会社の若社長。
東屋敷要（あずまやしき かなめ）
演 - 宇野祥平
孝太郎のタクシー会社時代の元同僚。

### その他
整備士の山さん
演 - 神戸浩

### ゲスト

#### 第1話
平野
演 - 平原テツ
丸福の客
演 - ぎたろー

#### 第2話
水沼博
演 - 柳沢慎吾
水沼美香子
演 - ふせえり

#### 第3話
メイ
演 - 山下リオ

#### 第5話
松尾友也
演 - 松澤匠

#### 第6話
内田理久
演 - かずき
警察官
演 -  今井隆文

#### 第7話
大山茂
演 - 石倉三郎

#### 最終話
鈴原真紀
演 - りょう
穂波
演 - 野村碧
新人ドライバー
演 - こだまたいち（酔蕩天使）

## スタッフ
- 脚本 - 横幕智裕、小嶋健作
- 監督 - 片桐健滋、清水勇気
- ナレーション - 伊武雅刀[4]
- プロデューサー - 阿部真士（テレビ東京）、齋藤大輔（ザフール）
- 音楽 - 田井モトヨシ、鈴木俊介、田井千里、石塚徹
- 主題歌 - 酔蕩天使「タクシードライバーブルース」（HILLS RECORDS）[4]
- ロケ協力 - コンドルタクシー[10][注 3]
- 制作 - テレビ東京、ザフール
- 製作著作 - 「ザ・タクシー飯店」製作委員会

## 放送日程
| 話数   | 放送日  | サブタイトル                                         | 脚本     | 監督     |
| ------ | ------- | ---------------------------------------------------- | -------- | -------- |
| 第1話  | 6月02日 | 志村坂上・丸福〜チャーハンとキクラゲ玉子炒め〜       | 横幕智裕 | 片桐健滋 |
| 第2話  | 6月09日 | ときわ台・慶修〜ラーメンと酢豚定食と半チャーハン〜   | 横幕智裕 | 片桐健滋 |
| 第3話  | 6月16日 | 三鷹・元祖ハルピン〜焼き餃子・水餃子・スープ餃子〜   | 小嶋健作 | 片桐健滋 |
| 第4話  | 6月23日 | 雑色・タイガー〜町中華のカレーライスとタイガー丼〜   | 横幕智裕 | 片桐健滋 |
| 第5話  | 6月30日 | 蒲田・寳華園～五目焼きそばと肉団子～                 | 横幕智裕 | 清水勇気 |
| 第6話  | 7月07日 | 方南町・や志満～チキンライスと玉子入り野菜炒め～     | 小嶋健作 | 清水勇気 |
| 第7話  | 7月14日 | 稲荷町・栄来軒～麻婆豆腐と蒸しパンとエビチャーハン～ | 横幕智裕 | 片桐健滋 |
| 最終話 | 7月21日 | 三鷹・安楽～ラーメンと卵めしセットとチキンライス～   | 横幕智裕 | 片桐健滋 |

## 放送局
| 放送期間               | 放送時間                     | 放送局         | 対象地域       | 備考   |
| ---------------------- | ---------------------------- | -------------- | -------------- | ------ |
| 2022年6月2日 - 7月21日 | 木曜 1:00 - 1:30（水曜深夜） | テレビ東京     | 関東広域圏     | 製作局 |
|                        |                              | テレビ北海道   | 北海道         |        |
|                        |                              | テレビ愛知     | 愛知県         |        |
|                        |                              | テレビせとうち | 岡山県・香川県 |        |
|                        |                              | TVQ九州放送    | 福岡県         |        |
| 2022年6月14日 - 8月2日 | 火曜 1:00 - 1:30（月曜深夜） | テレビ大阪     | 大阪府         |        |
| 2022年7月7日 - 8月25日 | 木曜 0:25 - 0:55（水曜深夜） | びわ湖放送     | 滋賀県         |        |

## ネット配信
| 配信開始月 | 配信サイト         | 配信料金     | 備考       |
| ---------- | ------------------ | ------------ | ---------- |
| 2022年6月  | TVer               | 広告付き無料 | 見逃し配信 |
| 2022年6月  | ネットもテレ東     | 広告付き無料 | 見逃し配信 |
| 2022年6月  | GYAO!              | 広告付き無料 | 見逃し配信 |
| 2022年6月  | Paravi             | 定額制有料   |            |
| 2022年6月  | Amazon Prime Video | 定額制有料   |            |
| 2022年6月  | ひかりTV           | 定額制有料   |            |